# 蜜獾式步兵战车
蜜獾式步兵战车（Ratel IFV）是一款基于改进型MAN卡车底盘设计的南非步兵战车，它也是世界上第一款正式服役的轮式步兵战车。蜜獾式步兵战车的设计符合南非陆军对轻型装甲车的要求，适用于快速进攻，可以为准备在南部非洲进行长途作战的机械化步兵部队提供最大火力支援和战略机动性。在南非防卫军的设想中，蜜獾式步兵战车主要作为在常规战争中向坦克部队运送机械化步兵并提供支援火力的载具，他们还认为蜜獾式步兵战车可以成为半独立战斗群的核心，后勤或政治因素不允许这些战斗群使用坦克。蜜獾式步兵战车的设计简单而经济，有助于减少重型装甲作战车辆在欠发达地区作战所需的大量后勤投入。蜜獾式步兵战车的设计通常被认为是一个有影响力的概念，同时它还融合了许多新特点，例如防地雷车体、1000公里的作战半径和装有当时独特的双联装弹药供给的20毫米机炮，这使得炮塔内的炮手可以在战斗中快速更换弹药类型。
蜜獾式步兵战车的第一辆原型车于1972年3月问世，正式量产开始于1976年。比利时买下了原型车，并以此为基础生产了西布玛斯式两栖步兵战车这一衍生车型。从1976年量产至1987年停产期间，蜜獾式步兵战车先后生产了自行迫击炮、反坦克导弹运载车和炮塔内安装90毫米坦克炮的变体等三个不同的变种型号，它们都进行了改进以适应不同的战场环境。

## 研发历史
20世纪50年代，南非防卫军（SADF）的主要任务是在发生影响大英帝国非洲或中东属地的军事危机时与英国军队并肩作战，这反映了南非与英国和英联邦其他成员国之间的长期防务关系。由于其战略优先事项，南非采用了原产于英国或符合英联邦理论的装备。南非步兵部队主要装备撒拉森装甲车，这反映了不成比例地强调徒步步兵数量这一传统英国步兵理论；撒拉森装甲车与其它类似装甲车的作用是将步兵运送到战场，之后步兵将下车徒步作战而不是继续乘车。
南非和英国之间的关系在沙佩维尔屠杀后恶化，这是南非防卫军的理论和战略重点发生转变的标志。此后，南非防卫军更加关注国内叛乱或有限的丛林冲突的威胁，而不是海外的大规模常规战争。此外，英国政府拒绝向南非防卫军提供新的装甲车，迫使后者转向其他供应商，即法国和西德。这两个国家与南非公司（如桑达克·奥斯特瑞尔公司）进行合作，在博克斯堡建立了南非第一个装甲车工厂。西德在国防技术转让方面尤其重要，作为交换，它获得了更高的汽车产品对南非的出口配额，这使得德国公司在南非民用和军用车辆市场上占据着主导地位，并几乎垄断了南非防卫军的卡车供给。法德公司的大部分业务是通过当地子公司开展的，例如位于东兰德的斯普林菲尔德-布欣公司（Springfield Buusing），它是南非所有布欣公司产品的特许经营权持有者，其使用当地制造的车身以及从德国母公司进口的发动机和底盘部件组装车辆。
1968年，南非防卫军开始制定新的运动战理论，其核心是用独立部署的机械化步兵抵御叛乱和外部渗透对西南非洲（今纳米比亚）广阔边境线的威胁。坐在步兵战车上的机械化步兵可以更快地到达交战区域，并能使用更强大的火力来攻击和消灭敌人，步兵战车则能为部队提供更优秀的防护和机动性。在旨在模拟外国入侵西南非洲的军事演习期间，南非防卫军发现他们先前装备的装甲作战车辆都不适合担任这一角色，因此开发了一种适用于这一理论的新型步兵战车。所有南非步兵战车都必须是简单而经济的设计，这有助于减轻在边境地区维护装甲作战车辆所需的后勤投入，否则南非防卫军将缺乏先进的支援或运输设施。西南非洲边境的磨蚀性沙地会导致履带过度磨损，因此南非官员要求研发一款轮式装甲车。轮式步兵战车也受到青睐，因为它们的作战半径比履带式车辆更大，并且在西南非洲有限的公路和铁路网络上转移时不需要使用运输车。这标志着与苏联和西方步兵战车理论的重大背离，二者拒绝使用轮式步兵战车，因为其越野能力和负重能力较差，轮胎也易受小口径武器火力和炮弹碎片的攻击。但在20世纪60年代末，传动系统、悬架和防爆胎技术的改进使轮式步兵战车这一概念更加可行。除了能够安装双人炮塔的底盘和相应车体外，南非防卫军最初没有提出其他要求。
斯普林菲尔德-布欣公司决定设计一种基于改进型MAN卡车底盘的六轮步兵战车；1972年3月，斯普林菲尔德-布欣公司设计出了原型车——巴菲特（Buffel）六轮步兵战车。南非防卫军在评估并拒绝了蒂森-亨舍尔UR-416装甲运兵车、贝利埃VXB-170装甲车、潘哈德M3两栖装甲运兵车和EE-11装甲车等轮式装甲车之后，斯普林菲尔德-布欣公司的原型车被选中成为蜜獾式步兵战车。桑达克·奥斯特瑞尔公司负责生产蜜獾式步兵战车，该公司首先在位于德班的造船厂生产车身，然后通过铁路将其运输至位于博克斯堡的工厂与底盘和传动系统一同进行组装。蜜獾式步兵战车由一台布欣 D 3256六缸柴油发动机提供动力，该发动机安装在车体左后部的一个隔间内，顶部设有方便后勤人员维护的检修板；它可以由两名技术人员用起重机在三十分钟内完成更换。蜜獾式步兵战车装备了一门20毫米机关炮，这是当时大多数西方步兵战车的标准武器，其适合与低空飞行的飞机、轻型装甲单位和徒步人员交战。南非防卫军最初选择了伊斯帕诺-西扎HS.820机炮作为蜜獾式步兵战车的主武器，因为之前大羚羊装甲车装备该机炮的测试取得了成功；然而，在正式生产时，根据丹尼尔陆地系统GI-2机炮的许可证生产的20毫米F2型机炮变体取代了它。
驯鹿行动是南非对纳米比亚人民解放军叛乱分子发动的一次大规模攻势，蜜獾式步兵战车在该行动中首次接受实战测试。为了开展驯鹿行动，南非防卫军对一支以新式蜜獾式步兵战车为基础进行机动的机械化步兵组成的综合战斗部队进行了实战测试，并配备了大羚羊装甲车作为后备载具。大羚羊四轮装甲车的机动性不足以跟上蜜獾式步兵战车，且大羚羊装甲车经常不得不被拖出厚厚的沙子或泥浆，这导致南非军队遭遇了延误和由此伴生的麻烦。驯鹿行动的实行也因为大羚羊装甲车使用汽油发动机而变麻烦，这需要后勤将其与使用柴油发动机的蜜獾式步兵战车分开进行维护。
虽然纳米比亚人民解放军几乎没有常规作战能力，但他们经常得到古巴和安哥拉等盟国的军队支援，这些盟国的军队擅长建造设防严密的防御阵地，并拥有重型装甲作战车辆。在机械化步兵部队中增加附属的伊兰德装甲车中队被认为是必要的，因为它们能搭载60毫米后膛迫击炮或90毫米反坦克炮，这比蜜獾式步兵战车的20毫米机关炮更适合攻击固定防御工事、战壕内部队和敌军装甲作战车辆。然而，大羚羊装甲车在机动性和后勤维护便利性上的不足促使南非防卫军使用装备相同武器的新型蜜獾式步兵战车替代它。蜜獾90安装了一个装备有90毫米线膛炮的大羚羊装甲车炮塔，这门线膛炮可以发射常规的高爆弹和破甲弹；而蜜獾60自行迫击炮安装了一个装备60毫米迫击炮的大羚羊装甲车炮塔。第三个变种型号——蜜獾指挥车在不久之后服役，主要作为移动指挥所使用。蜜獾指挥车配备了额外的无线电设备、公共广播系统和地图表；其主武器是一挺12.7毫米重机枪。蜜獾81是一个无炮塔变体，乘员舱内安装了一门81毫米迫击炮。蜜獾ZT3是当时即将生产的最后一个型号，其配备了一组ZT3豹式反坦克导弹。
1979年，桑达克·奥斯特瑞尔公司推出了蜜獾Mk II，其中包括一系列功能改进，旨在优化车辆以适应南非的地理环境并提高机械可靠性。1985年，蜜獾Mk II被蜜獾Mk III取代，后者更换了新的冷却系统和20毫米机炮的自动旋塞机构。截至1987年停止生产时，各型蜜獾式步兵战车一共生产了1381辆。

## 服役历史
当斯普林菲尔德-布欣公司推出蜜獾式步兵战车时，南非军官们正试图将联合兵种整合到最低一级的作战单位，他们试图将旅级甚至营级单位作为标准的全武器单位，而不是师级单位。理论上，在这些战斗群中，装甲中队和由蜜獾式步兵战车运输的机械化步兵将被整合到连一级，使他们有足够的机动性进行协同作战。南非防卫军的第一个综合战斗群是朱丽叶战斗群，该战斗群被设想为一个用于突袭位于西南非洲和邻国安哥拉边境沿线的游击队避难所和游击队渗透路线的常规打击部队，其由两个机械化步兵连和一个伊兰德装甲车中队组成。后来的战斗群用蜜獾90取代了伊兰德装甲车中队，后两者基本上起着相同的作用。
蜜獾式步兵战车在南非边境战争的大部分时间里都是南非防卫军特设战斗群的中流砥柱。由于蜜獾式步兵战车和南非防卫军的大多数其他装甲战斗车辆都是轻装甲车辆，南非的机械化作战理论开始围绕快速机动、从侧翼进攻、用持续机动迷惑敌人等战术展开。在这方面，南非防卫军与西方步兵战车理论（将步兵战车的作用限制在协助坦克向前推进）以及苏联步兵战车理论（步兵战车必须根据需要占领和控制有利地形）有很大不同。虽然能够独立作战，但以蜜獾式步兵战车为核心的战斗群不应占据和保持静止位置；他们的主要任务是运用集中火力和一种被称为“防火带行动”（firebelt action）的移动战术先发制人消灭敌军部队。这一战术适用于安哥拉树木茂密的广阔南部地区，这使得南非部队能够进行规避机动，并从意想不到的方向实施快速打击，而不会被过早发现。以机动为导向的战争依赖于蜜獾式步兵战车的速度和机动性，这是为了最大限度地弥补其薄弱的装甲带来的防护力不足问题。
南非边境战争的一个显著特点是，主要来自安哥拉的纳米比亚人民解放军游击队的越境渗透和袭击会在每年的雨季呈周期性增长。厚厚的泥浆阻碍了南非防卫军的蜜獾式步兵战车和其他轮式装甲车行进，而落叶的增多为纳米比亚人民解放军提供了可以躲避巡逻队的隐蔽处。西南非洲和安哥拉南部的雨季会从每天2月持续到4月。当雨季4月底或5月初结束时，南非机械化战斗群会发起报复性袭击，在纳米比亚人民解放军的户外避难所捕获或杀死叛乱分子。在发起进攻时，蜜獾式步兵战车会分散成箭头状阵型，每侧各有一队蜜獾20和一队蜜獾90，蜜獾指挥车位于中心，其余蜜獾式步兵战车则紧随其后。如果此时的机械化战斗群像胡珀行动和帕克行动一样与坦克部队整合到一起，那么坦克将率先与敌方装甲部队交战，而蜜獾20和蜜獾90则紧随侧翼，压制所有试图靠近的敌方步兵。如果有蜜獾81，它们将占据编队中心位于蜜獾指挥车正后方的位置。
蜜獾式步兵战车面临的主要威胁之一是隐蔽的掩体和围绕纳米比亚人民解放军和安哥拉军队的军营修建的迷宫式战壕。蜜獾式步兵战车的车组人员会在无意中驶到叛乱分子的掩体上，这种情况并不罕见，掩体会因为车辆的重量而坍塌，导致蜜獾式步兵战车无法移动。更常见的情况是，蜜獾式步兵战车在战壕中受困后被纳米比亚人民解放军步兵包围，这使得它们不得不被救援车或其他蜜獾式步兵战车从大火中拖出战壕。通常在交战中，纳米比亚人民解放军的阵地有多门ZU-23-2双管高射炮防守，这些高射炮被用于提供地面火力支援，它们会对瘫痪的蜜獾式步兵战车的车组人员造成致命伤害。
20世纪80年代初，纳米比亚人民解放军谨慎地将其训练营重新部署在安哥拉军事设施附近，以便能够得到安哥拉装甲部队和机械化旅的保护。这使得纳米比亚人民解放军能够随时进入其盟国位于当地的后勤和通信设施，并成倍增加了南非防卫军袭击这些营地时面临的风险。南非防卫军意识到了这一点，并成立了一些由蜜獾90组成的临时反坦克排，以便在必要时与安哥拉装甲部队交战。在普洛提亚行动和阿卡里行动期间，蜜獾90的对手是安哥拉的T-34-85、PT-76两栖坦克和T-54/55系列主战坦克，最终战斗结果好坏参半。虽然蜜獾90在很大程度上足以对付安哥拉基本上已过时的二线苏联坦克，但它们仍然受到平庸的防区外射程、低劣的火控系统以及缺乏稳定主武器的影响。蜜獾式步兵战车部队经常不得不在坦克后方行动，从后面开火击毁坦克。这需要车长之间的密切协调，他们通过无线电互相指挥，直到能够将齐射集中在坦克防护薄弱的侧面或后部。由于安哥拉的坦克机动性不如蜜獾式步兵战车，安哥拉的坦克车组乘员会优先考虑机动性杀伤。一种常见的战术是向蜜獾式步兵战车车体下方开火，摧毁其车轴上的差速器使其无法移动。这剥夺了蜜獾式步兵战车最重要的优势，使其容易成为其他坦克的目标。

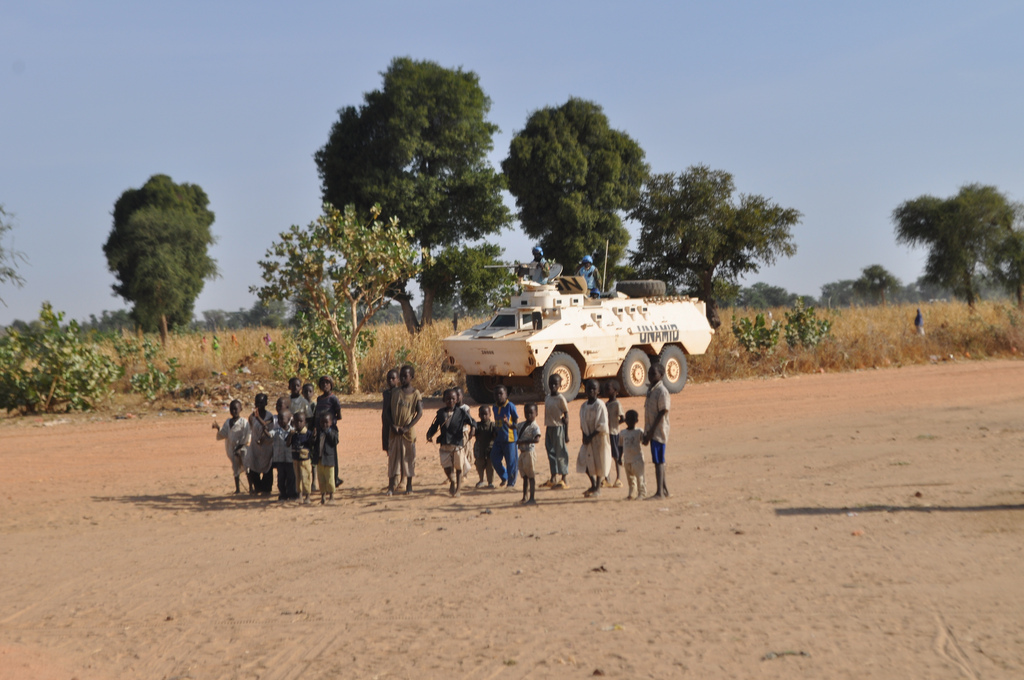
2009年在达尔富尔参与联合国-非盟混合维和部队军事行动的南非国防军士兵和他们的蜜獾式步兵战车

在阿卡里行动之后，南非战地指挥官开始抱怨称官兵们期望蜜獾90能够履行轻型坦克的职责，而不是履行步兵支援的职责。这违背了南非防卫军的机械化和装甲理论，因此他们于1987年推出了蜜獾ZT-3，这是一种基于蜜獾式步兵战车的反坦克导弹运载车。它在莫度莱尔行动期间首次部署，并在对抗安哥拉军队的T-54时取得了显著成功。在兴奋/喜利得行动中，蜜獾ZT-3也对古巴的T-55发动了攻击。
1989年南非与安哥拉停战与1995年南非防卫军并入新的南非国防军导致南非的国防预算开支不断削减，军事人员和设备也有所减少。从2005年开始，至少有354辆蜜獾式步兵战车被宣布超出军队所需数量并出售给其它国家。剩余的蜜獾式步兵战车中的大部分都受到南非国防军有限的维护预算和训练有素的维护人员数量不足的影响。南非国防军计划用新型的八轮AMV装甲车取代蜜獾式步兵战车，前者也被称为獾（Badger）。

### 外国使用
1977年后，南非国内军工业受到联合国安全理事会第418号决议对南非防卫军实施强制军火禁运一事的推动。禁运剥夺了南非防卫军从其他主要武器进口国购进新武器系统的可能性，限制了南非防卫军在军火市场上获取国防技术的能力，并提高了其为原有设备获取零部件的成本。虽然南非能够通过发展当地的武器工业来弥补相应需求，但南非防卫军的需求太小，无法使生产各种武器装备在经济上有利可图。国防承包商被迫为结构复杂的装备（包括军用车辆）的不经济和短期生产提供工具。此外，在基础技术已经过时很久之后，南非国内必须持续生产过时设备，这仅仅是因为没有替代品。这些无利可图的做法可能导致南非国防领域停滞不前。桑达克·奥斯特瑞尔等公司开始寻找新的方法为未来的研究和开发工作获得急需的资金，并应对快速上涨的生产成本。20世纪80年代初，南非国防承包商转向出口订单，以帮助创造必要的规模经济，维持其业务的可行性。他们开展了大规模的国际营销活动，其中包括大规模的广告宣传和武器博览会上的展览。 因此，在制造商的努力营销下，蜜獾式步兵战车等车辆的公开信息在制造商的营销工作中变得更加容易获得。
摩洛哥皇家陆军是第一个对蜜獾式步兵战车感兴趣的潜在客户，当时他们正在从各种供货渠道采购用于西撒哈拉战争的武器装备，这是借助沙特阿拉伯慷慨的军事资助进行的大规模重整军备计划的一部分。摩洛哥最初与桑达克·奥斯特瑞尔公司取得联系，他们此前曾试图向法国的潘哈德公司购买潘哈德AML装甲车。潘哈德公司当时正在关闭其AML装甲车生产线，所以该公司拒绝了订单，但将摩洛哥政府的订单移交给了南非，因为桑达克·奥斯特瑞尔公司仍在南非生产一种得到了生产许可的潘哈德AML装甲车衍生品——大羚羊装甲车。尽管大羚羊装甲车相较于AML装甲车进行了大量修改，但摩洛哥车组人员和后勤人员仍然熟悉大羚羊装甲车，因为他们接受过法国教官关于操作与维护潘哈德AML装甲车的培训。摩洛哥于1976年收到了第一批大羚羊装甲车，并主动向桑达克·奥斯特瑞尔公司订购了更多车辆，其中包括几十辆蜜獾式步兵战车，这批装备于1978年至1980年间交付。1979年，摩洛哥皇家陆军又订购了80辆蜜獾式步兵战车，它们于1980年至1981年间交付。它们被部署在对抗波利萨里奥阵线的平叛行动中，波利萨利奥阵线俘虏了几辆蜜獾20，并将它们收归己用。截至2016年，摩洛哥皇家陆军中仍有30辆蜜獾20和30辆蜜獾90服役，它们都是蜜獾Mk III的变体。

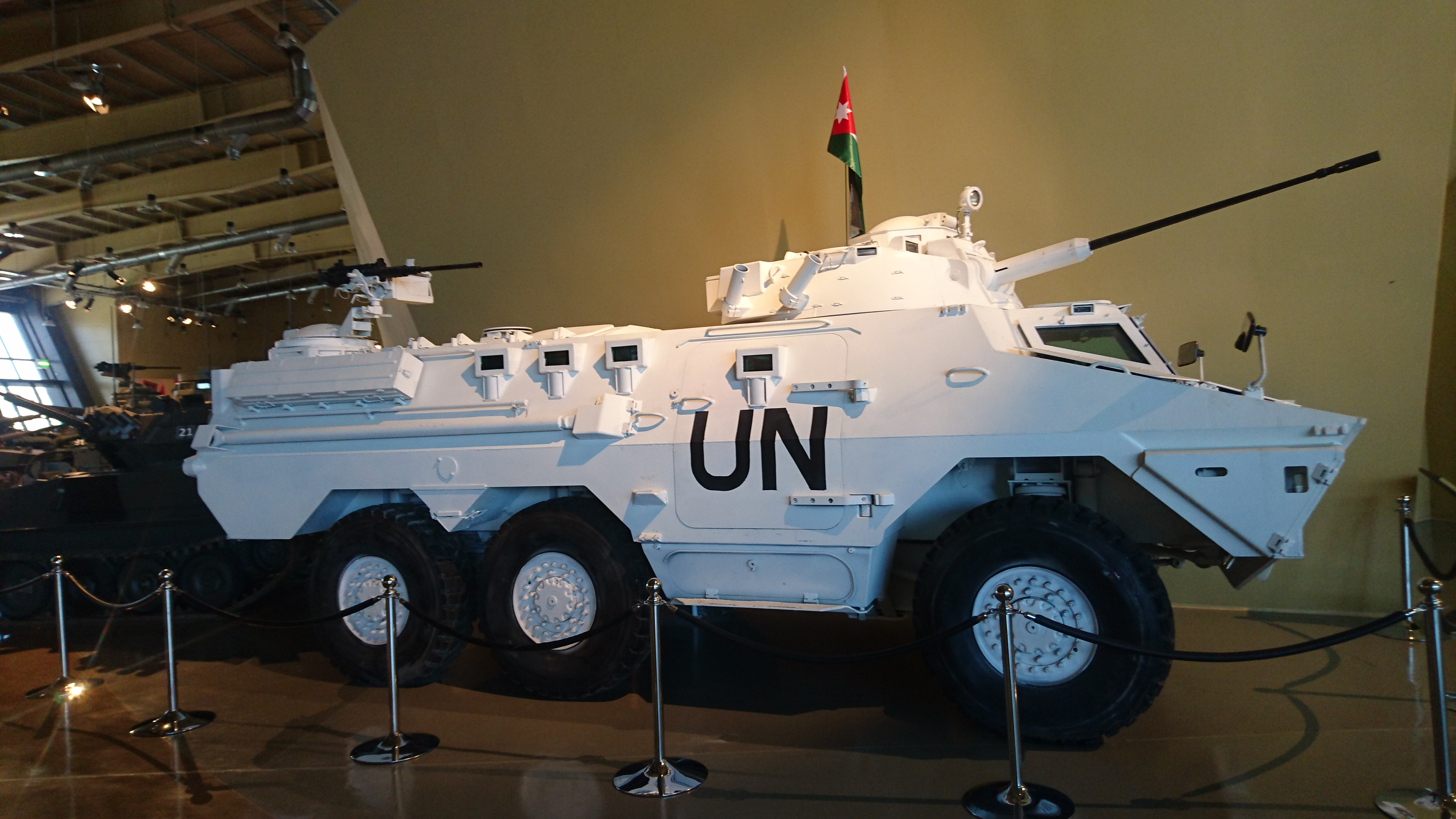
在安曼皇家坦克博物馆中展出的约旦军蜜獾20

联合国安全理事会第558号决议修改了武器禁运条例，禁止所有联合国成员国进口南非军事装备，这在一定程度上限制了桑达克·奥斯特瑞尔公司为蜜獾式步兵战车争取新客户的努力。到1987年蜜獾式步兵战车停止生产时，桑达克·奥斯特瑞尔公司仍未得到新的出口订单。直到21世纪00年代初，蜜獾式步兵战车的出口才再次恢复，当时南非国防军宣布其数百辆步兵战车超出需求量，并将其出售。这些步兵战车的主要买家是约旦军，约旦军在2002年订购了100辆，2004年又订购了221辆。约旦政府与机械设计局和派拉蒙集团等南非国防承包商密切合作，以维护和翻新其装备的蜜獾式步兵战车。一些约旦军的蜜獾20的发动机已换装新的康明斯QSM11-C330柴油发动机，其能提供329马力（246千瓦）的动力；这改善了蜜獾式步兵战车的机械性能，并将其最大道路速度增大至110km/h。新发动机需要在车体中心重新安装一个发动机舱。
约旦为自己装备的部分蜜獾式步兵战车换装了一个装有两门23毫米机炮的BAU-23型炮塔，其他的蜜獾式步兵战车除了装备有一排ZT-3豹式反坦克导弹外，炮塔内还搭载了20毫米机炮。除了在约旦军中服役外，这些改装的蜜獾式步兵战车也在2008年至2011年期间少量出口到也门。在也门服役的蜜獾式步兵战车被用于进行侦察，基本上扮演了装甲车的角色。2011年也门反政府示威期间，叛军士兵缴获蜜獾式步兵战车的照片在国际媒体上流传，引起了相当大的争议。南非政府承认已获悉约旦打算向也门交付这些车辆，但他们尚未正式同意转让这些车辆，也未修订最初的最终用户使用书，该协议没有规定约旦可以将蜜獾式步兵战车再次出口给第三方。2013年，蜜獾式步兵战车开始在利比亚服役，这引发了类似的争议，并促使南非民主联盟国防发言人戴维·约翰·梅尼尔呼吁正式调查利比亚是如何在南非国家常规武器控制委员会（South Africa's National Conventional Arms Control Committee，缩写为NCACC）不知情的情况下获得这些车辆的。梅尼尔表示，利比亚很可能和也门一样违反最终用户使用书向其他国家购买蜜獾式步兵战车。利比亚的蜜獾式步兵战车目前由利比亚国民军和津坦旅、2月17日烈士旅等与之无关的民兵组织使用。

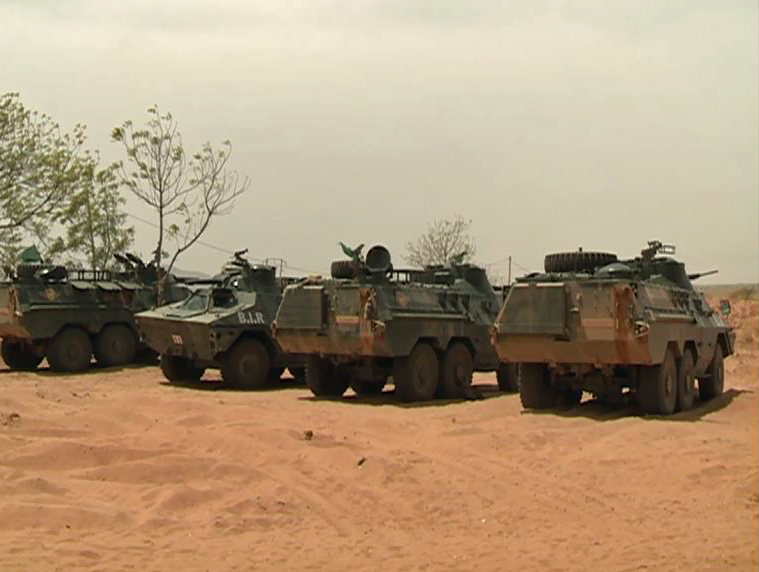
2019年1月部署在喀麦隆极北区的快速干预营的蜜獾式步兵战车

南非国防军向其他一些非洲国家交付了少量二手蜜獾式步兵战车，其中加纳在2004年接收了15辆蜜獾20和24辆蜜獾90，卢旺达在2007年接收了15辆蜜獾90和20辆蜜獾60。塞内加尔在2008年订购了26辆蜜獾20，并于2010年接收这批蜜獾式步兵战车。赞比亚在2012年还接收了20辆经过翻新的南非国防军蜜獾20。吉布提于2004年从未知来源购买了12辆蜜獾90。2015年至2016年，喀麦隆快速干预营接收了12辆蜜獾20，用于在受博科圣地叛乱影响的地区进行排雷行动。
2007年，南非国防军承诺会在维姆贝泽拉行动期间向中非共和国捐赠18辆蜜獾90。由于各种不可预见的问题，这一努力失败了：南非国防军只愿意提供先前退役的蜜獾90，并坚持认为捐赠取决于中非政府是否自行安排将其运往班吉，但后者没有足够的资金将所有蜜獾90修复到可用状态或支付运输费用。最终只有两辆蜜獾式步兵战车交付给中非，其余的由负责翻新的南非国防承包商回收，理由是中非方面未付运费。两辆蜜獾式步兵战车抵达中非时都没有足够的部件、维护设备或弹药，中非共和国的南非国防军特派团将其用于训练目的。2010年至2013年间，至少有三名当地车组人员接受了训练，之后这些车辆被中非武装部队正式采用。在2012-2014年中非内战期间，蜜獾90没能成功对抗对抗塞雷卡激进分子。中非的车组人员由于缺乏经验而未能有效地将其用于进攻行动，弹药短缺的情况也十分严重，以至于弗朗索瓦·博齐泽总统亲自向南非官员呼吁请求提供90毫米炮弹。内战结束后，尚不清楚中非军队是否保留了蜜獾90，或者两辆蜜獾90是否都在正常使用。联合国安理会任命的一个武器控制小组报告称，2014年7月，它们仍在中非共和国境内。
南非还向联合国驻刚果民主共和国稳定特派团捐赠了蜜獾式步兵战车。

## 描述
蜜獾式步兵战车基于商用MAN卡车底盘设计，并使用了许多MAN卡车上的机械部件。事实证明，它大量使用民用汽车行业中常见的零部件能有效规避联合国对南非实施的武器禁运，该禁运仅适用于专用军用产品。蜜獾式步兵战车不是两栖车辆，也没有安装可防御大规模杀伤性武器的NBC超压系统（NBC overpressure system）。大多数蜜獾式步兵战车量产型号没有任何专门的夜视设备。作为一项应急措施，南非防卫军偶尔会向蜜獾式步兵战车车组人员发放夜视仪，这有助于在靠近敌方阵地的安哥拉丛林中行进，因此南非防卫军禁止车组人员使用前照灯。这在夜间战斗中是不切实际的，因为枪口闪光可能使车组人员失明，而笨重的夜视仪阻碍了炮塔的转动和反应速度。20世纪90年代，丹尼尔陆地系统开发了可以安装在新型蜜獾20炮塔上的夜视仪，该夜视仪经过改装后也可以安装在旧型炮塔上。
蜜獾式步兵战车拥有后置发动机和战斗舱，而其炮塔环和驾驶舱位于车体前部。它有一个长长的箱形车体，侧面和后部略微倾斜。车体为全焊接结构，前部最大装甲厚度为20毫米。所有型号蜜獾式步兵战车车体能够全方位抵挡7.62×39mm穿甲弹，车体正面能够抵挡12.7×108mm穿甲弹。车体底部为V形防爆结构，可以将地雷爆炸的杀伤力转移到远离车组人员和步兵的地方。在南非边境战争期间，蜜獾式步兵战车经常踩到双反坦克地雷，这些地雷对车内乘员造成的伤害很小，对其传动系统造成的损坏也很小。在许多情况下，它们能够在接受基本的现场维修后继续移动。TMA-3等安哥拉军队常用的反坦克地雷可能会摧毁蜜獾式步兵战车的车轴，偶尔还会损坏其变速箱，但几乎从未炸穿蜜獾式步兵战车的车体。
蜜獾式步兵战车的乘员包括车长、驾驶员、炮塔炮手和车尾射手。除车组乘员外，车辆的战斗舱中还有一个可搭载九名步兵的乘员舱。战斗舱两侧各有三个带观察孔的射击口。如果加装额外的弹药架或无线电设备，步兵搭载量可能会减少到6至7人。乘员舱的入口位于车体两侧，步兵也可通过后部的三个大型气动密封门出入乘员舱；车顶前部还安装了五个检修舱口。
驾驶员坐在蜜獾式步兵战车前部正中心，并有三块防弹挡风玻璃为其在战斗中提供防护。该设计直接沿用自贝利埃VXB-170装甲车，其因能增强车组乘员的态势感知而受到青睐。挡风玻璃装有装甲百叶窗，可根据需要关闭。驾驶员还配备有三个观测用潜望镜。蜜獾式步兵战车的转向系统是带有液压辅助系统的机械式结构。

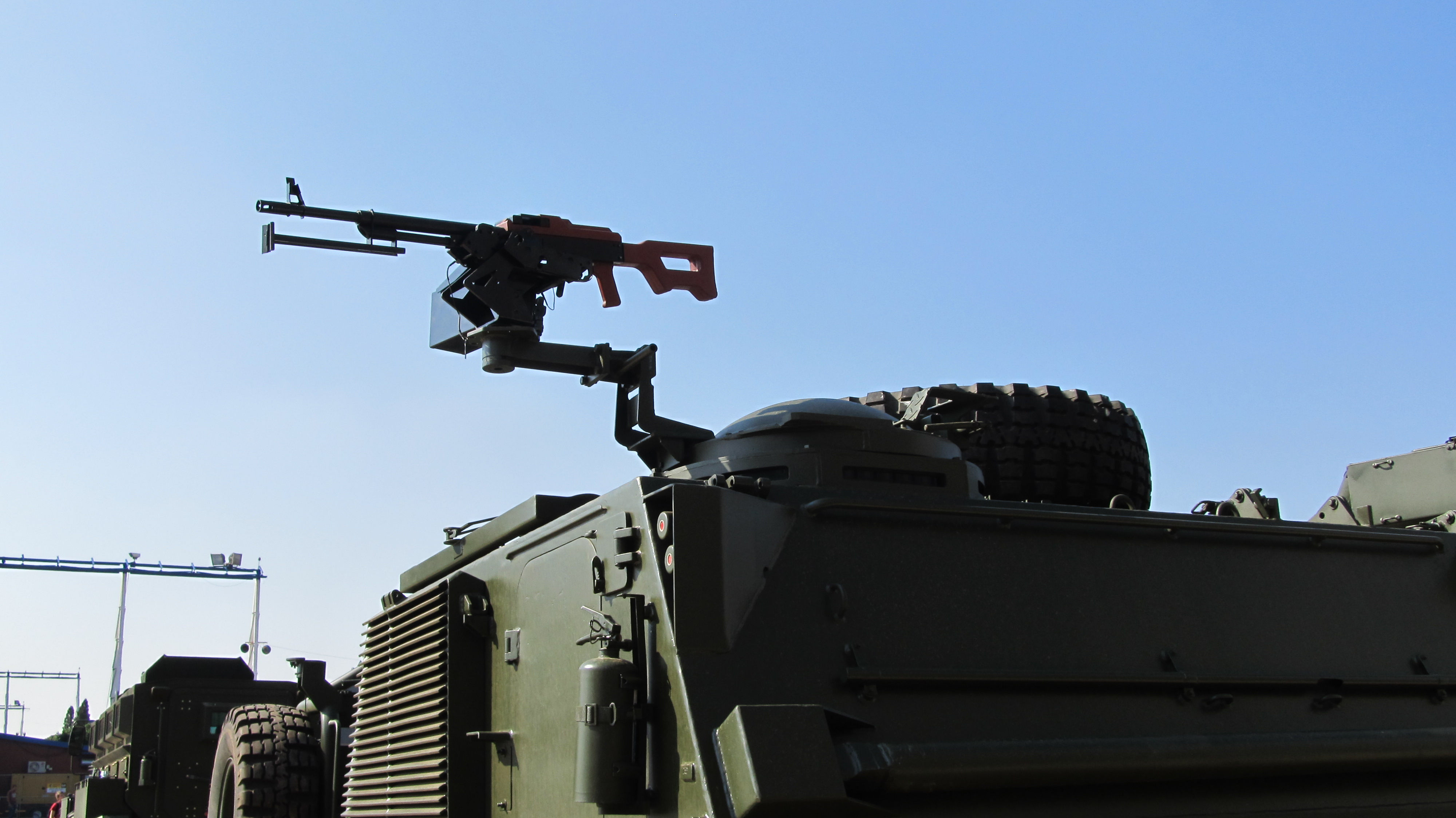
蜜獾式步兵战车车体后部的针刺式机枪（pintle-mounted machine gun）是其独特之处之一，其由车组乘员作为防空武器使用。

蜜獾式步兵战车的炮塔位于车体前部（驾驶室正后方），可以容纳两名乘员：左侧的车长和右侧的炮塔炮手。两名炮塔内车组乘员都配备了顶部舱门，车长还有一个带观察孔的车长指挥塔。车长和炮手都可以使用全向旋转潜望镜观察外部环境。蜜獾式步兵战车的标准武器是一门基于丹尼尔GI-2 20毫米机炮的生产许可证制造的20毫米F2 M693机炮，其最大仰角为+38°，适用于对抗低空飞行的固定翼飞机和直升机。这门机炮有一个选择开关，用于在半自动射击、快速爆发和全自动射击三种射速之间进行切换，其弹药由炮塔中的两条弹链输送。双弹链输弹系统允许炮手根据需要在两条弹链中切换不同弹种。该机炮可以使用射程为2000米、初速为1050米/秒的高爆弹和射程为1000米、初速为1300米/秒的碳化钨穿甲弹（armour-piercing tungsten carbide，缩写为APTC）两种弹药，后者能够击穿60°倾斜的20毫米轧压均质装甲。
GI-2机炮的实战射速可达700至750发/分，车体内可携带1200发20毫米弹药。它为蜜獾式步兵战车提供了近距离火力支援和反装甲能力，使得蜜獾式步兵战车足以在远距离上与安哥拉军队的BTR-60装甲输送车和BRDM-2两栖装甲侦察车等轻型装甲车交战。尽管机炮对重装甲目标通常无能为力，但一次精准射击能破坏坦克的外部设备，尤其是瞄准镜。莫杜莱尔行动期间，一辆蜜獾式步兵战车在近距离交战中向一辆安哥拉军队的T-55坦克发射了20毫米碳化钨穿甲弹，前者击穿了后者装甲边缘的薄弱处，并在点燃弹药架后对其造成了毁灭性杀伤。
蜜獾式步兵战车的几乎所有变种型号的主武器左侧都安装了一门7.62毫米勃朗宁M1919同轴机枪。除同轴机枪外，另一挺7.62毫米勃朗宁M1919机枪装在车体后部作为防空武器使用。蜜獾60和蜜獾90的炮塔顶部还安装了第三挺7.62毫米勃朗宁M1919机枪。蜜獾式步兵战车的车体内部最多可携带6000发7.62毫米子弹。
蜜獾式步兵战车由六缸液冷涡轮增压D 3256 BTXF柴油发动机提供动力，其位于车体左后方的发动机舱内，与具有六个前进档和两个倒档的全自动RENK HSU 106自动变速箱相连。该变速箱可以手动操作，并具有机械紧急换档（mechanical emergency gearshift）功能。驱动力分两个阶段传输至蜜獾式步兵战车的三个车轴，通过轮毂中的行星齿轮实现最终减速。三个车轴都有各自的锁定差速器和纵向差速锁，每个车轮载台（wheel station）都装有液压气动减震器。

## 变种型号
| 型号             | 描述                        | 说明 | 图片                                        |
| ---------------- | --------------------------- | --- | ------------------------------------------- |
| 蜜獾20 Mk3       | 原型车                      | 炮塔由法国设计 | Ratel 20 IFV                                |
| 蜜獾20 Mk3“米兰” | 升级型号                    | 加装米兰反坦克导弹发射器的蜜獾20 Mk3                                                                                              |                                             |
| 蜜獾60           | 可搭载3名车组乘员和7名步兵  | 炮塔与大羚羊60相同，装有一门60 mm（2.4英寸）后膛装填迫击炮                                                                        | Ratel 60 Mortar Platform                    |
| 蜜獾81           | 无炮塔                      | 乘员舱内装有一门81 mm（3.2英寸）迫击炮，其作为火力支援车使用                                                                      | Ratel 81 mortar carrier                     |
| 蜜獾90 Mk3       | 可搭载3名车组乘员和7名步兵  | 炮塔与大羚羊90的炮塔相同，主武器为一门90毫米丹尼尔GT-2坦克炮，主要用于为机械化营提供火力支援                                      | Ratel 90mm                                  |
| 蜜獾120          | 120 mm（4.7英寸）自行迫击炮 | 只有原型车 |                                             |
| 蜜獾指挥型       | 可搭载9名乘员               | 双人炮塔，装备有一挺使用.50口径勃朗宁机枪弹的机枪                                                                                 | Ratel Command                               |
| 蜜獾EAOS         | 装备了增强型火炮观测系统    | 用于引导炮火支援 | Ratel Enhanced Artillery Observation System |
| 蜜獾救济车       | 作为修配车使用              | |                                             |
| 蜜獾 Mk2 ZT3A1   | 反坦克导弹炮塔              | 装有一个导弹发射器，其中包含三枚ZT3A1激光制导导弹和储存在车体内的其他导弹                                                         |                                             |
| 蜜獾 Mk3 ZT3A2   | 反坦克导弹炮塔              | 发射器包含三枚经过升级的ZT3A2激光制导导弹和储存在车体内的其他导弹                                                                 | Ratel IFC ZT3                               |
| 蜜獾运输车       | 8x8运输车                   | 只生产了两辆原型车 | Ratel Log prototype                         |
| 蜜獾防空车       | 自行防空炮                  | 仅见于约旦，在交付约旦军之前由阿卜杜拉国王设计与开发局（KADDB）进行改装，其配备了双联装23mm机关炮的新炮塔拆卸自乌克兰提供的BTR-94 | Ratel anti aircraft Jordan                  |

## 衍生型号
- 短刺矛（Iklwa） ：南非BAE系统公司地面系统（英语：BAE Systems Land Systems South Africa）制造的原型车，在蜜獾式步兵战车的基础上升级了车体和传动系统，发动机从车体后部移至前部。[66]

## 各国使用

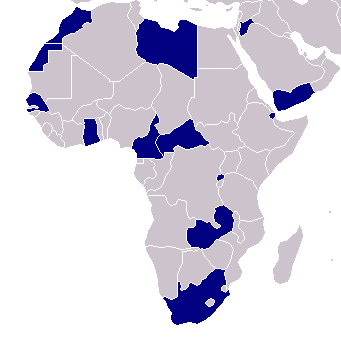
地图上以蓝色标记的国家为蜜獾式步兵战车使用国

- 喀麦隆: 12[67]
- 中非: 18[68]
- : 16-20[69]
- : 39[70]
- 约旦: 321[38]
- 利比亞[38]
- 摩洛哥: 60[38]
- 卢旺达: 35[70]
- 撒拉威阿拉伯民主共和國[45]
- 塞内加尔: 26[38]
- 南非: 1200[38]
- 葉門[38]
- 尚比亞: 14[47]

## 流行文化
- 2021年3月，在俄罗斯Gaijin Entertainment发行的网络游戏《战争雷霆》中，蜜獾90、蜜獾20和蜜獾ZT3A2作为英国陆军科技树南非子科技树的新载具和其它南非陆军载具一起加入游戏“祖鲁之矛”版本。蜜獾90位置处在三号概念车正下方，是英国陆军科技树南非子科技树第一辆IV级载具；蜜獾20位置处在大羚羊90 MK7正下方，是英国陆军科技树南非子科技树第一辆也是目前唯一一辆V级载具；蜜獾ZT3A2位置处在武士步兵战车正下方，是英国陆军科技树的一辆VI级反坦克导弹运载车。[71]

### 定位、性能和时代具有可比性的轮式装甲车
- 西布玛斯式两栖步兵战车（英语：SIBMAS）
- 贝利埃VXB-170装甲车（英语：Berliet VXB-170）
- EE-11装甲车